# Płytnica (Złotów)
Pour les articles homonymes, voir Płytnica.
Płytnica (prononciation : [pwɨtˈnit͡sa]) est un  village polonais de la gmina de Tarnówka dans le powiat de Złotów de la voïvodie de Grande-Pologne dans le centre-ouest de la Pologne.
Il se situe à environ 6 kilomètres au sud-ouest de Tarnówka (siège de la gmina), 18 kilomètres à l'ouest de Złotów (siège du powiat), et à 101 kilomètres au nord de Poznań (capitale de la Grande-Pologne).

## Histoire
De 1815 à 1945, Plietnitz fait partie de l'arrondissement de Deutsch Krone dans le district de Marienwerder au sein de la province de Prusse-Occidentale
De 1975 à 1998, le village faisait partie du territoire de la voïvodie de Piła.

Depuis 1999, Płytnica est situé dans la voïvodie de Grande-Pologne.